# Steffi Regner
Steffi Regner (* 1993 in Salzburg) ist eine österreichische Sängerin, Schauspielerin und Gesangspädagogin.

## Leben
Regner wuchs in Salzburg Stadt auf, erhielt ab ihrem 10. Lebensjahr Klavierunterricht, besuchte das Musische Gymnasium Salzburg, sang u. a. im Kinder- und Jugendchor der Salzburger Dommusik und erhielt seither eine klassische Stimmbildung. Die professionelle Musicalausbildung erfolgte nach ihrer Matura in Musik-Sonderform an der Stage School Hamburg, die sie 2014 erfolgreich abschloss. Während den ersten Engagements folgte ein zweites, klassisch-pädagogisches Gesangsstudium am Hamburger Konservatorium in Kooperation mit der Hochschule für Musik und Theater Hamburg, das sie 2019 mit einem Diplom abschloss. Seit 2014 stand sie bisher in über 25 professionellen Theater-Produktionen im europäischen Raum auf der Bühne.

## Produktionen
- Cosi fan tutte- das Musical als Dorabella/Liz auf dem Kulturgut Hasselburg (2014)
- Das Phantom der Oper im Ensemble auf Tour (2015)
- Cyrano de Bergerac als Roxanne auf dem Kulturgut Hasselburg (2015)
- Mozart Superstar als Constanze Weber auf Tour (2015–16)
- Artus – Excalibur als Mutter Oberin/Ensemble auf der Felsenbühne Staatz (2016)
- Sweeney Todd im Opernchorsopran am Oldenburger Staatstheater (2016–18)
- Die Himmelskinderweihnacht als Engel Gihon in den Elbarkarden Hamburg (2016)
- Jesus Christ Superstar als Soulgirl auf der Felsenbühne Staatz (2017)
- Captured als Drew im Theater Schappe Süd (2017)
- Stille Nacht – ein Lied geht um die Welt als Maria/Berta/ Lina Strasser auf Tour mit der Konzertdirektion Landgraf (2018)
- Die fabelhafte Welt der Amélie als Swing Cover Amélie und Gina von Stage Entertainment im Werk 7 Theater München (2019)
- Bibi und Tina – Das Konzert als alternierende Sophia Gelenberg und Ensemble auf Arenentour (2019–20)
- Sweeney Todd als Johanna am Theater Erfurt (2021–22)
- Cabaret als KitKatGirl Sissi am Salzburger Landestheater (2022)
- Il tempore fine comoediae im Bachchor Salzburg bei den Salzburger Festspielen (2022)
- Der kleine Horrorladen als Soulgirl Crystal und Cover Audrey am Katielli Theater Datteln (2022/23)
- High Society als junge Frau/Ensemble am Theater Heilbronn (2022/23)
- The Boys from Syracuse als Fatima/Helena/Cover Adriana am Theater Erfurt (2023)
- Sister act als Schwester Mary Theresa/ Michelle bei den Freilichtspielen Schwäbisch Hall (2023)
- Die kluge Bauerntochter als Johanna, die Bauerntochter (Titelrolle) bei den Brüder Grimm Festival Kassel (2023)
- Sisters action als Schwester Maria Theresia am Theater im Centrum Kassel (2023)
- Cabaret als KitKatGirl Betty am Stadttheater Ingolstadt (2024)

## Konzerte
Neben der Musicalbühne besingt Regner außerdem auch Konzerte anderer Stilrichtungen. So ist sie z. B. Gastsängerin im Programm Morgen muss ich fort von hier von und mit Cornelius Obonya und dem Ballaststofforchester Salzburg u. a. mit Liedern von Kurt Weill und 20er-Jahre-Tanzmusik. Dieses Programm gastierte u. a. im Haus für Mozart, Wiener Konzerthaus und am Theater Schweinfurt. Im Salzburger Dom war sie im August 2020 als Solistin der Missa Cellensis Hoboken XXII:8 von Joseph Haydn zu hören und ebenfalls als Solistin bei den Faschingskonzerten der Kulturvereinigung Salzburg im Februar 2023 mit einem Programm von Musical bis Operette.

## Gesangspädagogin
Als diplomierte Gesangspädagogin unterrichtete Regner an verschiedenen Institutionen, u. a. an der Tanzschule S-Eins in Hamburg, als Stimmbildnerin auf der Singwoche der Jugendkantorei Salzburg und beim Chorverband Südtirol sowie privat. 2013 leitete sie musikalisch das Semesterprojekt Grease innerhalb der Musicalausbildung und studiert seither einige kleine, selbstzusammengestellte Musicals mit Amateurgruppen ein. Außerdem gab sie gesangstechnische Workshops für Chöre.